# La Lectrice
La Lectrice é um filme de drama francês de 1988 dirigido e escrito por Michel Deville. Foi selecionado como represente da França à edição do Oscar 1989, organizada pela Academia de Artes e Ciências Cinematográficas.

## Elenco
- Miou-Miou - Constance / Marie
- Régis Royer - Éric
- Maria Casarès - viúva do general
- Patrick Chesnais - Le PDG
- Pierre Dux - Magistrat
- Christian Ruché - Jean / Philippe
- Brigitte Catillon - mãe de Éric
- Marianne Denicourt - Bella B.
- Charlotte Farran - Coralie